# Корнилово (Шушенский район)
Корнилово — деревня в Шушенском районе Красноярского края. Входит в состав Ильичёвского сельсовета.

## География
Расположена вблизи истока ручья Корниловский. Абсолютная высота — 351 метр над уровнем моря.
Климат
Климат характеризуется как резко континентальный, с продолжительной морозной зимой и коротким тёплым летом. Средняя температура воздуха самого тёплого месяца (июля) составляет 20 °C; самого холодного (января) — −20 °C. Среднегодовое количество атмосферных осадков составляет 500 мм. Безморозный период в среднем длится 115 дней.

## История
Основана в 1885 году. В 1926 году в деревне Корниловка имелось 13 хозяйств и проживало 83 человека (50 мужчин и 33 женщины). В национальном составе населения того периода преобладали русские. В административном отношении входила в состав Шушенского сельсовета Ермаковского района Минусинского округа Сибирского края.

## Население
| 2010 |
| ---- |
| 46   |

Половой состав
По данным Всероссийской переписи населения 2010 года в гендерной структуре населения мужчины составляли 45,7 %, женщины — соответственно 54,3 %.
Национальный состав
Согласно результатам переписи 2002 года, в национальной структуре населения русские составляли 96 % из 53 чел.